# رنه اسلگرز
رنه اسلگرز (انگلیسی: Renée Slegers؛ زادهٔ ۵ فوریهٔ ۱۹۸۹) بازیکن فوتبال اهل پادشاهی هلند است.
از باشگاه‌هایی که در آن بازی کرده‌است می‌توان به باشگاه فوتبال دیورگاردن، باشگاه فوتبال لینشوپینگ، و دیوری گردن اشاره کرد.
وی همچنین در تیم ملی فوتبال زنان هلند بازی کرده‌است.